# Libuše Planitia
Libuše Planitia est une plaine située sur Vénus dans le quadrangle du mont Métis. Elle a été nommée en référence à Libuše, héroïne d'une histoire tchèque, la plus sage parmi trois sœurs.